# Krzysztof Wojtyczek
Krzysztof Mariusz Wojtyczek (* 19. února 1968, Krakov) je polský právník a vysokoškolský profesor. Od 1. listopadu 2012 do 15. prosince 2024 zastával funkci soudce Evropského soudu pro lidská práva (v letech 2019–2021 byl viceprezidentem sekce tohoto soudu).
V rámci Evropského soudu pro lidská práva se profiloval jako konzervativní individualista.[zdroj?] V relativně častých nesouhlasných stanoviscích precizně formuloval námitky proti soudcovskému aktivismu a liberální interpretaci Úmluvy o ochraně lidských práv a základních svobod; často s podrobným rozborem vytýkal majoritě povrchní hodnocení věci, selektivní následování dřívější judikatury či argumentační chyby. Poměrně časté byly Wojtyczekovy společné disenty s českým soudcem Alešem Pejchalem.
Působí na Katedře ústavního práva Jagellonské univerzity v Krakově.